# Vision 2020 (Rwanda)
 (avril 2024).
La mise en forme du texte ne suit pas les recommandations de Wikipédia : il faut le « wikifier ».
Les points d'amélioration suivants sont les cas les plus fréquents. Le détail des points à revoir est peut-être précisé sur la page de discussion.
- Les titres sont pré-formatés par le logiciel. Ils ne sont ni en capitales, ni en gras.
- Le texte ne doit pas être écrit en capitales (les noms de famille non plus), ni en gras, ni en italique, ni en « petit »…
- Le gras n'est utilisé que pour surligner le titre de l'article dans l'introduction, une seule fois.
- L'italique est rarement utilisé : mots en langue étrangère, titres d'œuvres, noms de bateaux, etc.
- Les citations ne sont pas en italique mais en corps de texte normal. Elles sont entourées par des guillemets français : « et ».
- Les listes à puces sont à éviter, des paragraphes rédigés étant largement préférés. Les tableaux sont à réserver à la présentation de données structurées (résultats, etc.).
- Les appels de note de bas de page (petits chiffres en exposant, introduits par l'outil «  Source ») sont à placer entre la fin de phrase et le point final[comme ça].
- Les liens internes (vers d'autres articles de Wikipédia) sont à choisir avec parcimonie. Créez des liens vers des articles approfondissant le sujet. Les termes génériques sans rapport avec le sujet sont à éviter, ainsi que les répétitions de liens vers un même terme.
- Les liens externes sont à placer uniquement dans une section « Liens externes », à la fin de l'article. Ces liens sont à choisir avec parcimonie suivant les règles définies. Si un lien sert de source à l'article, son insertion dans le texte est à faire par les notes de bas de page.
- La présentation des références doit suivre les conventions bibliographiques. Il est recommandé d'utiliser les modèles {{Ouvrage}}, {{Chapitre}}, {{Article}}, {{Lien web}} et/ou {{Bibliographie}}. Le mode d'édition visuel peut mettre en forme automatiquement les références.
- Insérer une infobox (cadre d'informations à droite) n'est pas obligatoire pour parachever la mise en page.

Pour une aide détaillée, merci de consulter Aide:Wikification.
Si vous pensez que ces points ont été résolus, vous pouvez retirer ce bandeau et améliorer la mise en forme d'un autre article.
Vision 2020 était un programme de développement gouvernemental au Rwanda, lancé en 2000 par le président de la république du Rwanda Paul Kagame.
Son objectif principal est de transformer le pays à revenu intermédiaire basé sur la connaissance, ainsi que la pauvreté, les problèmes de santé rendant la nation unie et démocratique.

## Aperçu
Le programme contenait une liste d'objectifs que le gouvernement vise à atteindre avant l'année 2020, :
- La bonne gouvernance.
- Un État efficace.
- Capital humain qualifié, y compris l'éducation, la santé et les technologies de l'information
- Un secteur privé dynamique.
- Une infrastructure physique de classe mondiale.
- Agriculture et élevage modernes

## Histoire
À la fin des années 1990, le président Paul Kagame et son gouvernement ont commencé à planifier activement permettant les méthodes de réalisation du développement national. Il a lancé un processus de consultation nationale et a également sollicité l'avis d'experts de pays émergents, dont la Chine, Singapour et la Thaïlande. À la suite de ces consultations, peu après avoir accédé à la présidence, Kagame a lancé le programme Vision 2020. Les principaux objectifs du programme étaient d'unir le peuple rwandais et de transformer le Rwanda d'un pays pauvre en un pays à revenu intermédiaire .

## Résultats
En 2011, le ministère des Finances et de la Planification économique (MINECOFIN) a publié un rapport indiquant les réalisations des objectifs de la programme de Vision 2020. Le rapport examine les objectifs déclarés du programme et attribue à chacun d'entre eux, un statut en bonne voie, en veille  ou hors-piste . Sur 44 buts, il a constaté que  66 pour cent étaient en bonne voie,11 % étaient de garde, et 22 % étaient hors piste. Les principaux domaines identifiés comme étant en retard étaient la population, la pauvreté et l'environnement .En 2012, l'examen du MINECOFIN a révélé que 26 % des indicateurs initiaux de Vision 2020 avaient déjà été atteints. Tout en soulignant également les principaux domaines d'amélioration, l'examen a apporté plusieurs révisions à la hausse, notamment en révisant l'objectif du GDP par habitant de 900 dollars à 1 240 dollars. La même année, un examen indépendant de la stratégie réalisé par des universitaires basés en Belgique a qualifié les progrès de plutôt encourageants , mentionnant le développement des secteurs de l'éducation et de la santé, ainsi que la promotion par Kagame d'un environnement commercial favorable. L'examen a également soulevé des inquiétudes quant à la politique de croissance maximale à tout prix, suggérant que, cela conduisait à une situation dans laquelle les riches prospéraient tandis que les ruraux pauvres n'en tiraient que peu d'avantages.
En novembre 2013, Kagame a déclaré à This Is Africa : notre réflexion est basée sur les gens. Dans les budgets nationaux, nous nous concentrons sur l’éducation, la santé, nous examinons la technologie, les compétences, l’innovation et la créativité. Nous pensons toujours aux gens, aux gens, aux gens.
En décembre 2020, Kagame et le ministère des Finances et de la Planification économique ont annoncé le successeur du projet : Vision 2050 . Comme l'a dit Kagame : « La Vision 2020 portait sur ce que nous devions faire pour survivre et retrouver notre dignité. Mais la Vision 2050 doit porter sur l'avenir que nous choisissons, parce que nous le pouvons parce que nous le méritons 4 La Vision 2050 se concentre sur les piliers de la croissance économique; de la prospérité ainsi que de la qualité et du niveau de vie élevés des Rwandais ». Il vise essentiellement à faire du Rwanda un pays à revenu intermédiaire supérieur d’ici 2035 et un pays à revenu élevé d’ici 2050.

### Traduction
- (en) Cet article est partiellement ou en totalité issu de l’article de Wikipédia en anglais intitulé « Vision 2020 (Rwanda) » (voir la liste des auteurs).